# Sesekebrücke

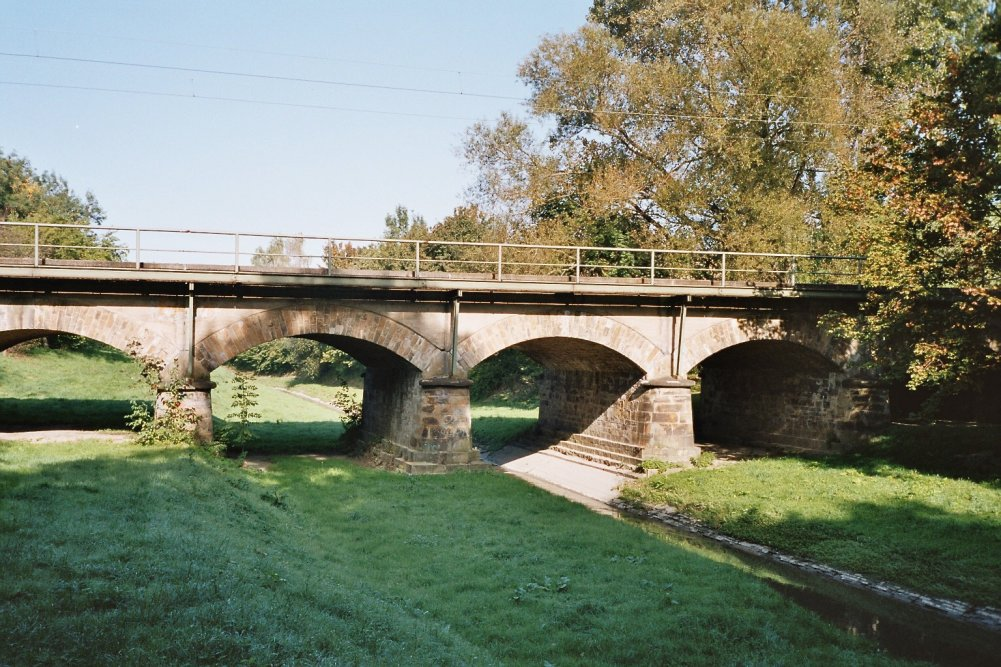
Die Sesekebrücke der Köln-Mindener Eisenbahn-Gesellschaft (Oktober 2004)

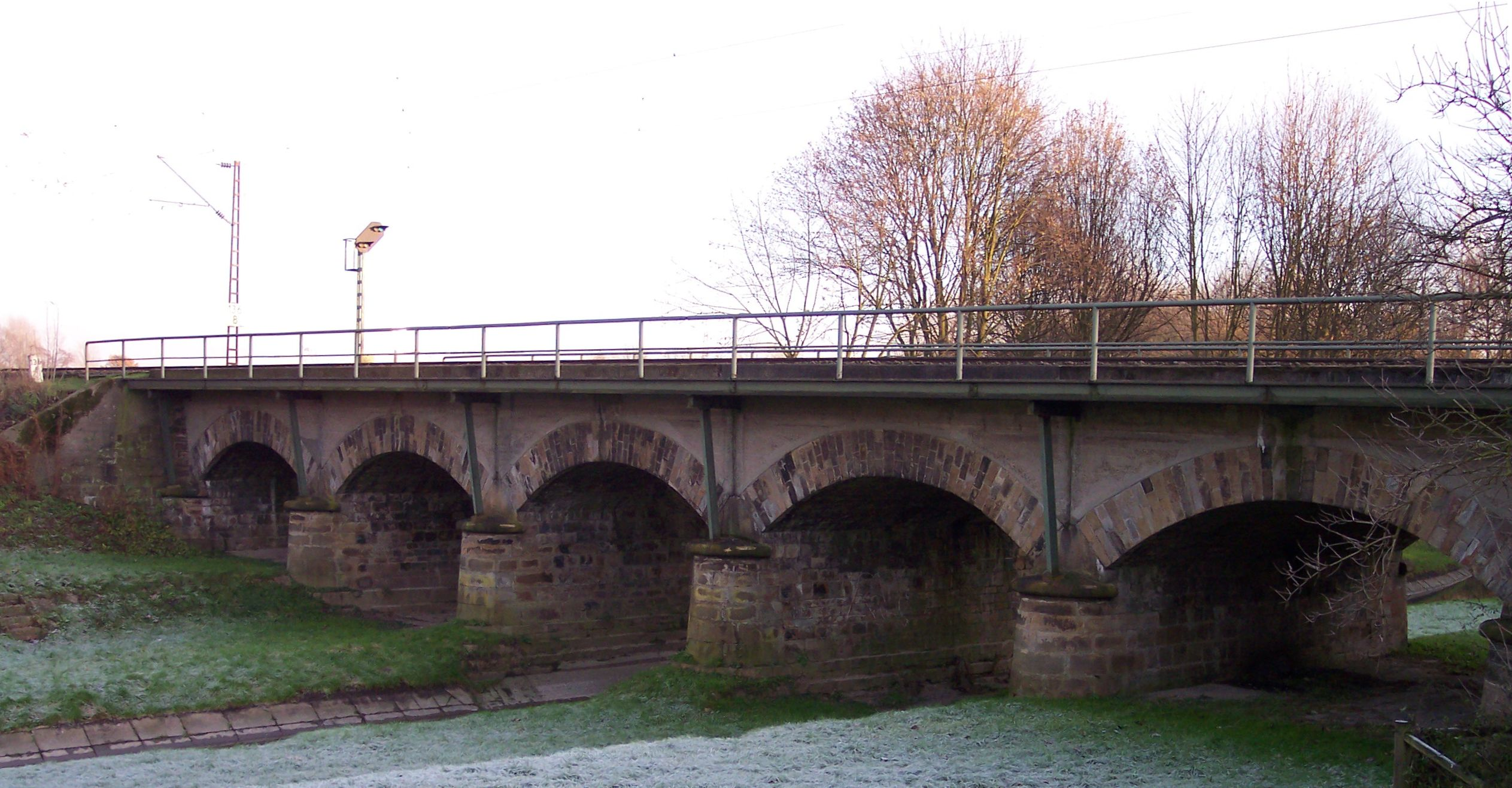
Alternativ wird die Bahnbrücke bei Kamen auch „Fünf-Bogen-Brücke“ genannt (Dezember 2005)

Die Sesekebrücke, auch Fünf-Bogen-Brücke genannt, ist eine der ältesten noch in Betrieb befindlichen und weitgehend im Originalzustand erhaltenen Eisenbahnbrücken von Deutschland. Sie befindet sich in Kamen und überquert die Seseke. 
Sie wurde 1846 für die Köln-Mindener Eisenbahn-Gesellschaft als eine der 14 Brücken auf der Stammstrecke Duisburg–Wanne–Dortmund–Hamm errichtet. Während in England bereits seit Anfang der 1830er Jahre eiserne Brücken gebaut wurden, baute man in Deutschland noch ausschließlich Steinbrücken. Casper Harkort eröffnete erst kurze Zeit später die erste renommierte Eisenbrückenbauanstalt in Wetter (Ruhr).
Die Sesekebrücke ist deshalb aus Werkstein in einfacher, klassizistischer Formensprache erstellt. Die fünf Bögen sind auf Pfeilern gelagert. Der sumpfige Untergrund erforderte eine Gründung durch Eichenpfähle. Drei der Pfeiler wurden als Strompfeiler, zwei als Vorfluter erbaut. Seit der Kanalisierung der Seseke infolge von Bergsenkungen steht keiner der Pfeiler mehr im Wasser.
Die enge Gleisführung auf nur zwei Gleisen auf der Fünfbogenbrücke und die Notwendigkeit eines parallelen Brückenbaus sind Hindernisse bei einem schon jahrzehntelangen Vorhaben, die Strecke Dortmund–Hamm viergleisig mit Trennung von Personen- und Güterverkehr bzw. langsamerem und schnellerem Bahnverkehr auszuführen.